# Dollart

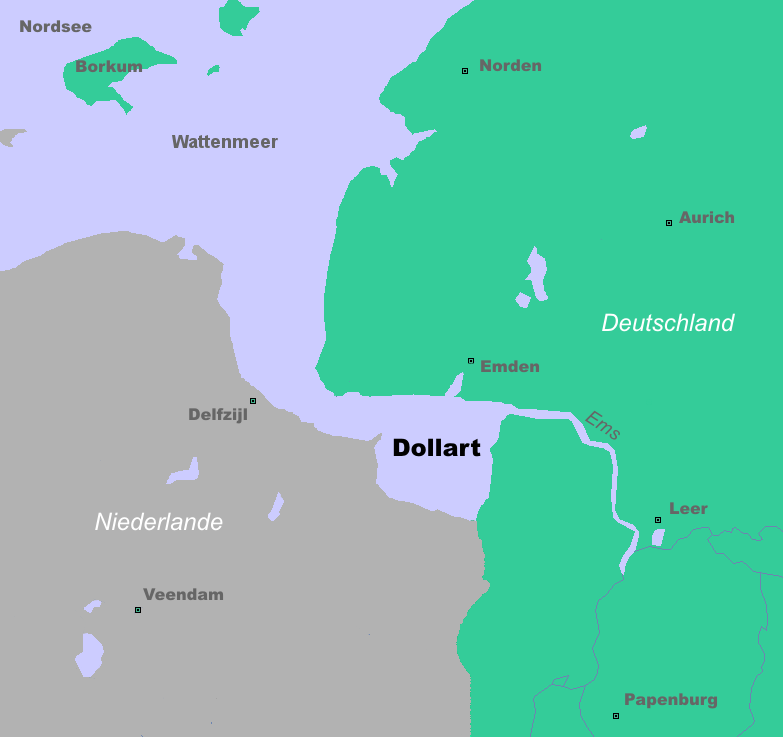
Dollart

Dollart, nederländska Dollard (av frisiska dullert, djup), vik av Nordsjön, vid gränsen mellan Tyskland och Nederländerna, längd 13 km, bredd 6-12 km.
Denna vik upptar Ems och Westwolder Aa. Den uppkom juldagen 1277, genom islossningen i Ems, samt förstorades 1287 genom Lucia-stormfloden, då Nordsjön genombröt dammarna och över 50 orter, bland dem en stad (Torum) och två köpingar, uppges ha förstörts av vattenmassorna. Man har dock senare genom indämningar, i synnerhet på den flacka östfrisiska kusten, lyckats tillbakatränga vattnet, så att Dollarts yta begränsats.

## Se även

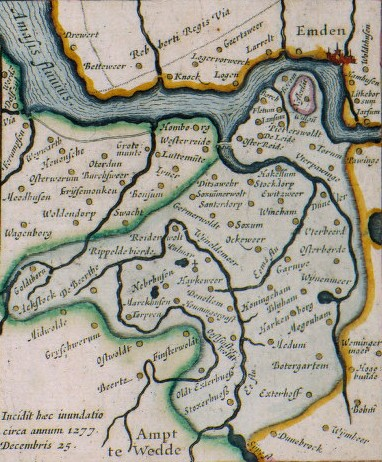
Förlorade områden
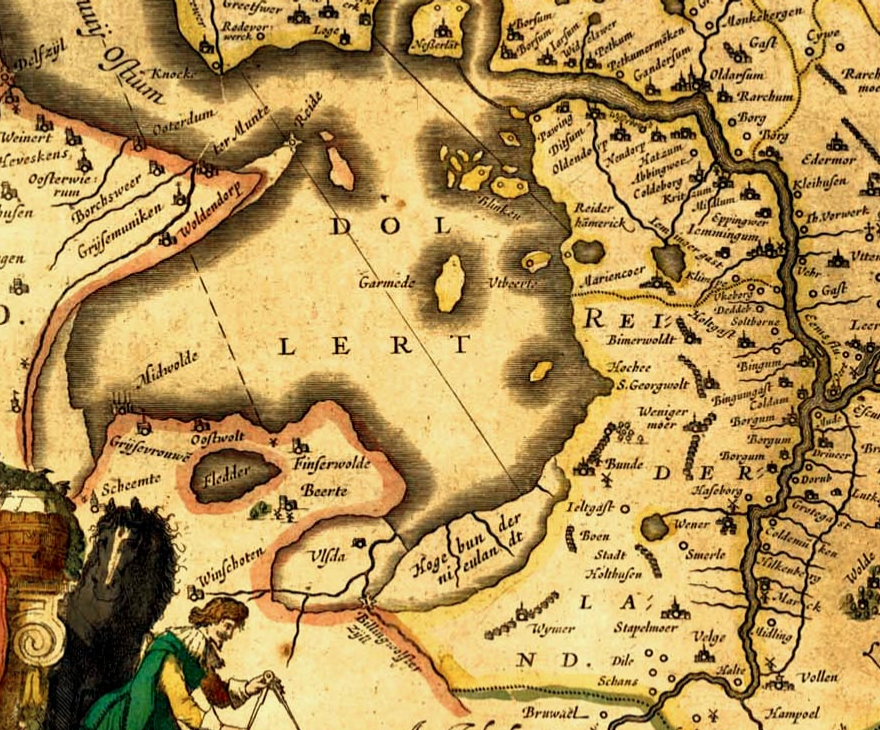
Karta 1595
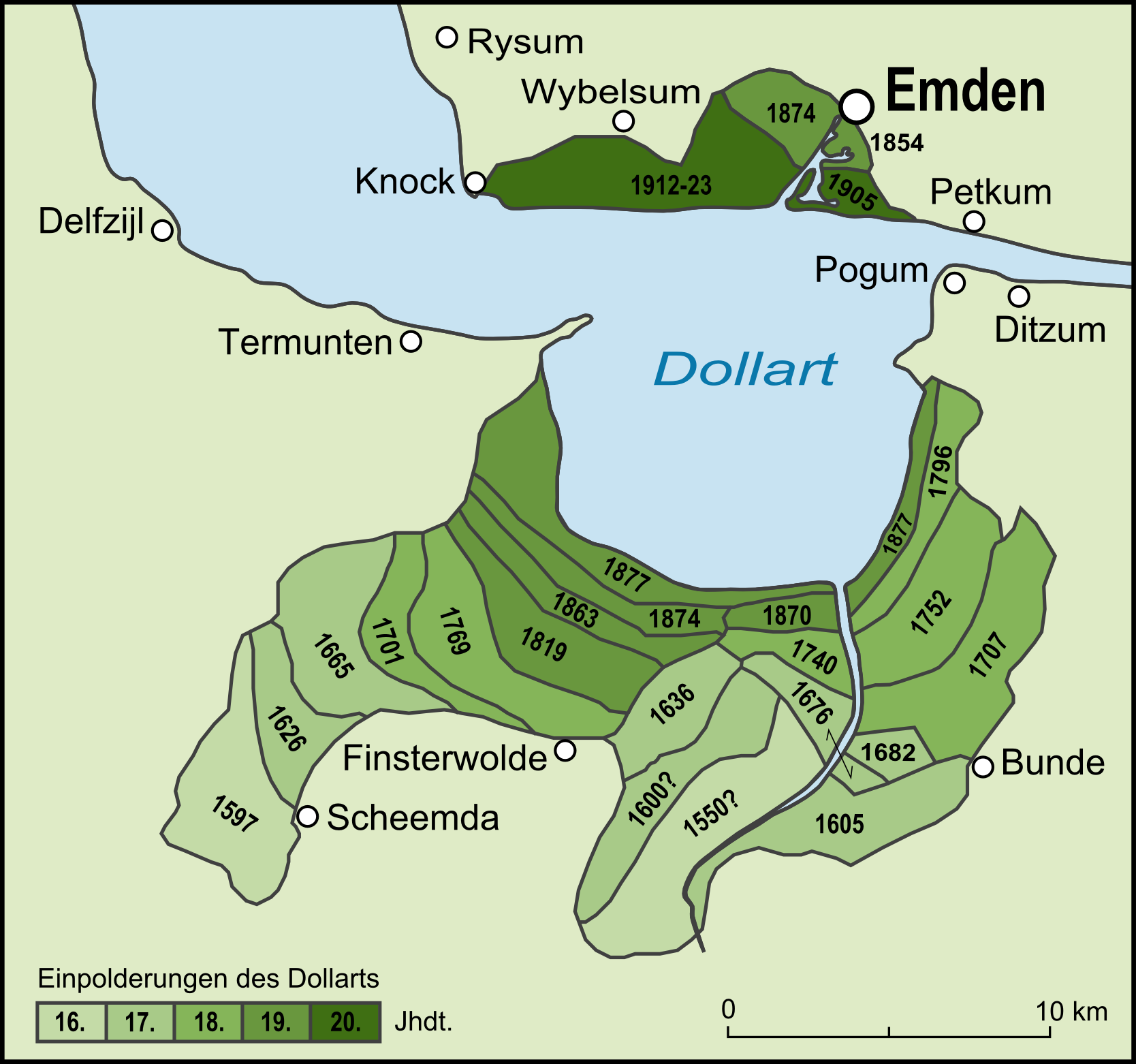
Återvunna områden